# Léon Chevalier
Léon Chevalier (* 10. Juni 1996 in Paris) ist ein französischer Triathlet und Ironman-Sieger (2021, 2023). Er wird als Zweitschnellster geführt in der Bestenliste französischer Triathleten auf der Ironman-Distanz.

## Werdegang
Léon Chevalier wurde in Paris geboren und er lebte bis zu seinem siebten Lebensjahr in den USA in Long Island. 2011 startete er bei seinem ersten Triathlon und er wurde 2017 in Spanien ETU-Europameister Duathlon in der Altersklasse AK20-24.
Im August 2021 gewann er auf der Triathlon-Langdistanz den Embrunman mit neuem Streckenrekord. Im Oktober konnte er auch den Ironman Mallorca (3,86 km Schwimmen, 180,2 km Radfahren und 42,195 km Laufen) für sich entscheiden und stellte mit seiner Siegerzeit von 7:57:03 Stunden auf der Baleareninsel einen neuen Streckenrekord und die drittschnellste Zeit eines französischen Athleten auf der Langdistanz ein.
Im Mai 2022 wurde er Sechster bei den erstmals außerhalb von Hawaii ausgetragenen und vom Oktober 2021 verschobenen Ironman World Championship. Im August wurde er Zweiter beim Ironman 70.3 Vichy.
Im Oktober 2024 wurde der 28-Jährige als bester Franzose Vierter bei den Ironman World Championships auf Hawaii und im November Dritter im Ironman Mexico.

## Sportliche Erfolge
| Datum/Jahr    | Platz | Wettbewerb                               | Austragungsort | Zeit     | Bemerkung                                                                      |
| ------------- | ----- | ---------------------------------------- | -------------- | -------- | ------------------------------------------------------------------------------ |
| 15. Apr. 2018 | 10    | FRA Duathlon National Championships      | Bondoufle      | 00:53:12 | Duathlon-Staatsmeisterschaft                                                   |
| 30. Apr. 2017 | 1     | ETU Duathlon European Championship 20-24 | Soria          | 01:01:56 | Sieger der Altersklasse 20-24 (5 km Laufen, 20 km Radfahren und 2,5 km Laufen) |

| Datum/Jahr    | Platz | Wettbewerb             | Austragungsort | Zeit     | Bemerkung                                        |
| ------------- | ----- | ---------------------- | -------------- | -------- | ------------------------------------------------ |
| 13. Juli 2025 | 2     | Ironman 70.3 Swansea   | Swansea        | 03:52:07 |                                                  |
| 14. Apr. 2024 | 13    | T100 Singapore         | Singapur       | 03:35:57 | 2 km Schwimmen, 80 km Radfahren und 18 km Laufen |
| 20. Aug. 2022 | 2     | Ironman 70.3 Vichy     | Vichy          | 03:24:13 | Austragung ohne die Schwimmdistanz               |
| 19. März 2022 | 5     | Ironman 70.3 Lanzarote | Lanzarote      | 03:59:25 |                                                  |

| Datum/Jahr    | Platz | Wettbewerb                 | Austragungsort | Zeit     | Bemerkung                                                                        |
| ------------- | ----- | -------------------------- | -------------- | -------- | -------------------------------------------------------------------------------- |
| 20. Juli 2025 | 4     | Ironman USA                | Lake Placid    | 07:59:01 |                                                                                  |
| 30. März 2025 | 12    | Ironman South Africa       | Port Elizabeth | 08:29:27 |                                                                                  |
| 24. Nov. 2024 | 3     | Ironman Mexico             | Cozumel        | 07:46:58 |                                                                                  |
| 26. Okt. 2024 | 4     | Ironman Hawaii             | Hawaii         | 07:46:54 |                                                                                  |
| 7. Juli 2024  | 5     | Challenge Roth             | Roth           | 07:39:11 | persönliche Bestzeit auf der Ironman-Distanz                                     |
| 19. Nov. 2023 | 1     | Ironman Mexico             | Cozumel        | 06:42:31 | ohne Schwimmen                                                                   |
| 10. Sep. 2023 | 5     | Ironman World Championship | Nizza          | 08:15:07 |                                                                                  |
| 5. März 2023  | 1     | Ironman South Africa       | Port Elizabeth | 07:11:44 | Schwimmstrecke deutlich verkürzt                                                 |
| 9. Okt. 2022  | 7     | Ironman Hawaii             | Hawaii         | 07:55:52 |                                                                                  |
| 29. Juli 2022 | 1     | Triathlon EDF Alpe d’Huez  | Alpe d’Huez    | 05:41:13 | Sieger auf der Langdistanz (2,2 km Schwimmen, 118 km Radfahren und 20 km Laufen) |
| 7. Mai 2022   | 6     | Ironman World Championship | St. George     | 08:01:41 | Ironman World Championships 2021                                                 |
| 16. Okt. 2021 | 1     | Ironman Mallorca           | Alcúdia        | 07:57:03 | Streckenrekord                                                                   |
| 15. Aug. 2021 | 1     | Embrunman                  | Embrun         | 09:26:18 | [ 4 ]                                                                            |
| 4. Juli 2021  | 3     | Ironman UK                 | Bolton         | 08:51:48 |                                                                                  |

(DNF – Did Not Finish)